# Amínocles
Amínocles（en grec antic: Ἀμεινοκλῆς; en llatí: Ameinocles) fou un constructor de vaixells de l'antiga Grècia natural de Corint al qual tradicionalment s'ha atribuït la invenció de la trirem.
Amínocles és conegut per un passatge de Tucídides, segons el qual Amínocles fabricà quatre trirems pels habitants de Samos el 704 aC. Plini el Vell cita Tucídides com a autoritat per atribuir a Amínocles la invenció de la trirem, però el text de Tucídides, si més no el que ha arribat als nostres dies, es limita a afirmar que les trirems es van construir per primera vegada a Corint, sense atribuir la seva invenció a Amínocles. Jordi Sincel·le també afirma, amb Plini, que els trirrems foren una invenció d'Amínocles, que els fabricà per primera vegada a Atenes.